# El Nuevo San Antonio
El Nuevo San Antonio är en ort i Mexiko.   Den ligger i kommunen Romita och delstaten Guanajuato, i den centrala delen av landet, 300 km nordväst om huvudstaden Mexico City. El Nuevo San Antonio ligger 1 772 meter över havet och antalet invånare är 134.
Terrängen runt El Nuevo San Antonio är platt åt nordväst, men åt sydost är den kuperad. Terrängen runt El Nuevo San Antonio sluttar norrut. Runt El Nuevo San Antonio är det ganska tätbefolkat, med 116 invånare per kvadratkilometer. Närmaste större samhälle är Romita, 10,6 km nordost om El Nuevo San Antonio. Trakten runt El Nuevo San Antonio består till största delen av jordbruksmark.